# Ercole Drei
Ercole Drei (Faenza, 28 settembre 1886 – Roma, 1º ottobre 1973) è stato uno scultore italiano.

## Biografia

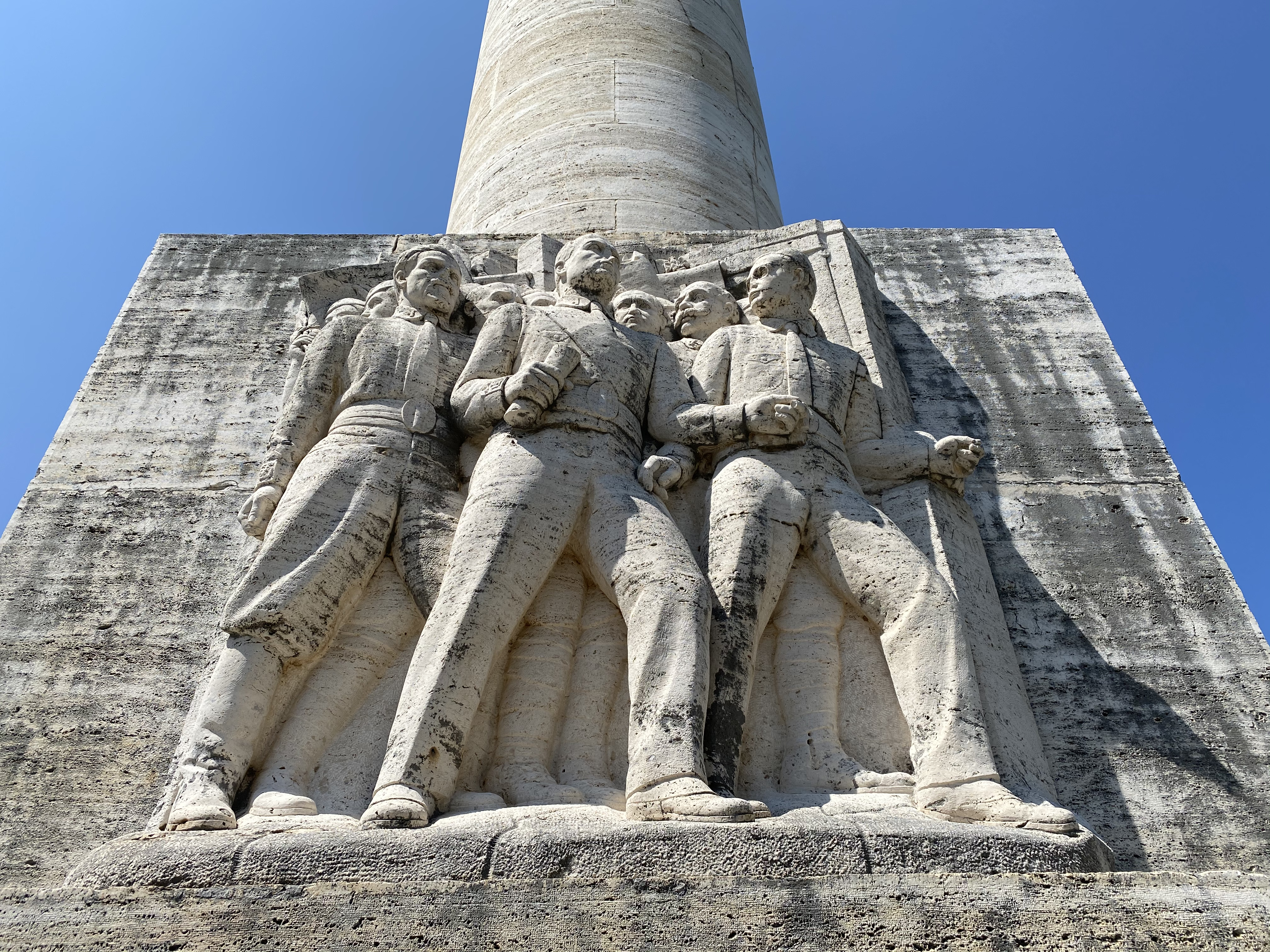
Ercole Drei, altorilievo in travertino del monumento a Michele Bianchi a Belmonte Calabro, raffigurante la marcia su Roma (1932).

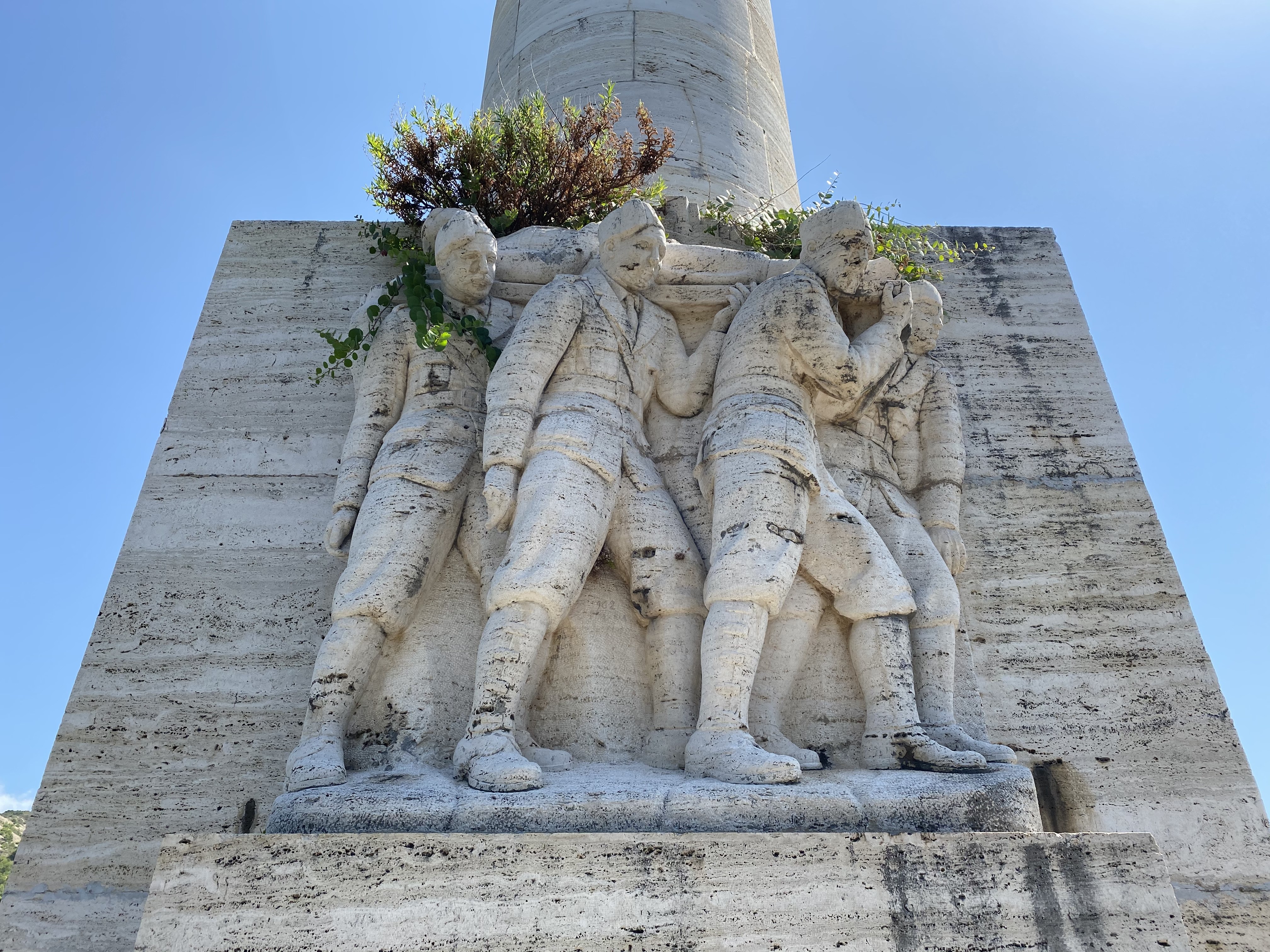
Ercole Drei, altorilievo in travertino del monumento a Michele Bianchi a Belmonte Calabro, raffigurante la deposizione della salma di Michele Bianchi nel mausoleo (1932).

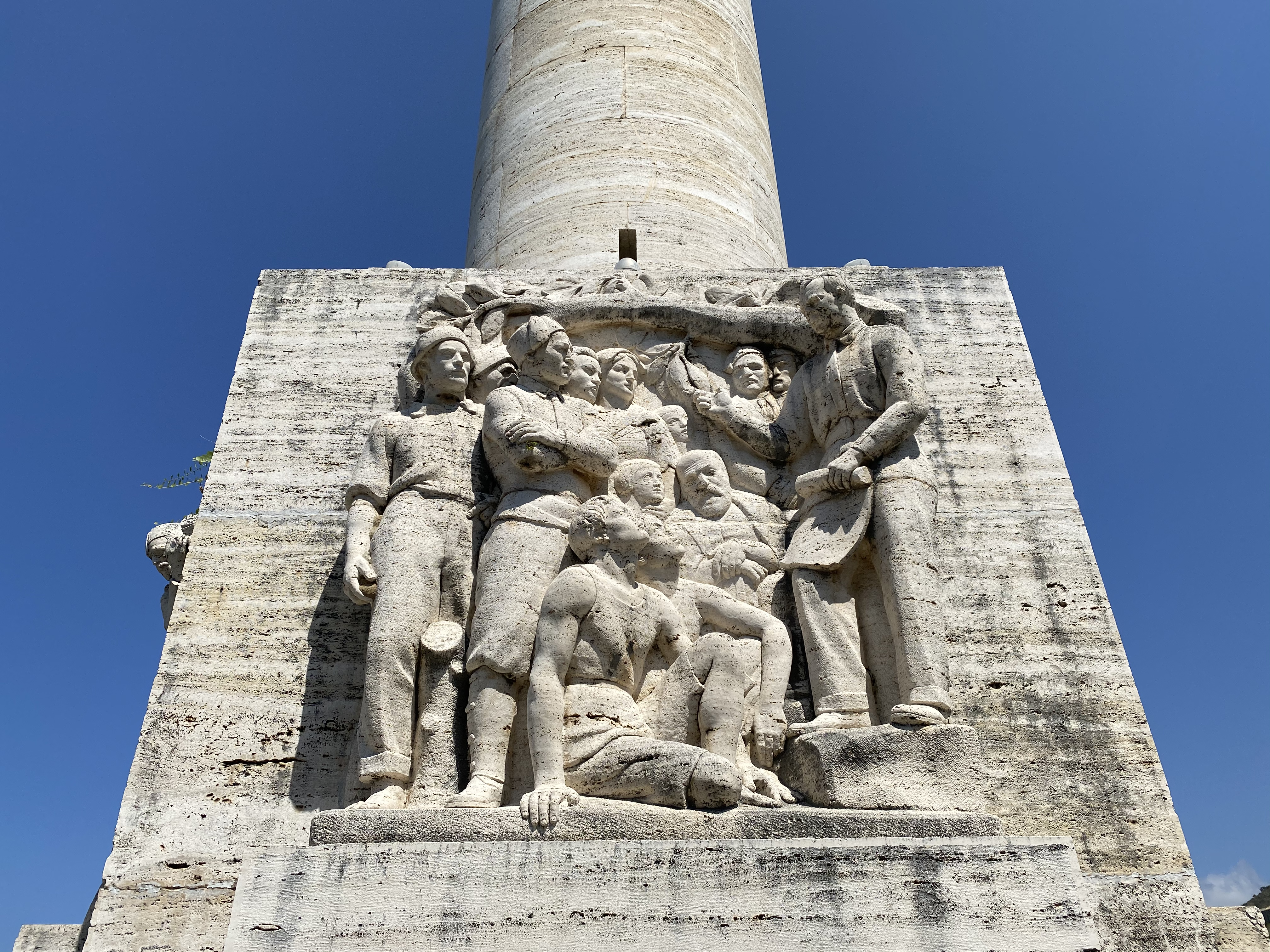
Ercole Drei, altorilievo in travertino del monumento a Michele Bianchi a Belmonte Calabro, raffigurante Michele Bianchi che istruisce i lavoratori (1932).

Stele La vita nei campi collocata nel Parco del Turismo Roma

Dopo aver studiato presso la Scuola di Arti e Mestieri a Faenza sotto la guida di Antonio Berti, appena sedicenne entra a far parte del cenacolo che si riuniva intorno alla figura di Domenico Baccarini insieme a Francesco Nonni, Raffaele Ugonia, Giovanni Guerrini e Domenico Rambelli.
Nel 1904 grazie a una borsa di studio del Comune di Faenza inizia a frequentare l'Accademia di belle arti di Firenze dove è allievo di Augusto Rivalta per la scultura e di Giovanni Fattori per la pittura. A Firenze ha l'occasione di stringere amicizia con le personalità più in vista dell'ambiente culturale della città.
Nel 1910 vince il Concorso Baruzzi del Comune di Bologna per la scultura Cassandra (marmo, Pinacoteca comunale di Faenza), e nel 1911 vince il Primo premio alla Mostra d'arte di Faenza.
Nel 1912 vince il Premio Curlandese dell'Accademia di Belle Arti di Bologna e il Premio della società Società di Belle Arti di Firenze.
Nel 1912 partecipa alla Biennale di Venezia e l'anno seguente vince il premio Pensionato nazionale artistico per l'Accademia di belle arti di Roma e gli viene conferita una pensione per scultura con possibilità di alloggio e studio a Roma presso la stessa Accademia per il biennio 1913-1914, pensione che verrà rinnovata nel biennio successivo.
Nel 1913 viene nominato Accademico d'onore dell'Accademia di Belle Arti di Bologna.
Nel 1914 e nel 1915 partecipa a due edizioni della Secessione Romana
Inizia a dedicarsi anche alla pittura nel 1915, anno in cui è chiamato alle armi. Congedato nel 1918, l'anno successivo sposa Margherita Montanari dalla quale avrà tre figlie.
Dopo la Biennale veneziana del 1920, affitta uno studio nella romana Villa Strohl Fern, già divenuta cenacolo di artisti nel cuore del Parco di Villa Borghese, dove abiterà fino alla morte.
Nel 1921 vince il concorso per la statua L'insurrezione nel monumento a Vittorio Emanuele II, in piazza Venezia a Roma e realizza il monumento a Nazario Sauro a Porto Corsini, collocato successivamente nel 1924 anno in cui viene collocato il gruppo scultoreo Il lavoro e il risparmio sul frontone del palazzo della vecchia Banca di Sconto a Roma.
Nel 1925 realizza un Monumento ai Caduti per Savignano di Romagna e per Fusignano , Mentre l'anno successivo realizza un altro Monumento ai Caduti per Granarolo Faentino. Nel 1927 realizza la Quadriga e i bassorilievi per il Palazzo di Giustizia di Messina. Nel 1932 lavora al monumento a Michele Bianchi a Belmonte Calabro, realizzando quattro altorilievi in travertino.
Accanto a questa produzione di carattere monumentale ne affianca una di taglio più intimo destinandola alle varie esposizioni e rassegne d'arte italiane ed estere.
Per chiara fama nel 1927 è nominato professore di scultura all'Accademia di Belle Arti di Roma dove insegnerà fino al 1957. Suoi allievi saranno Quinto Ghermandi e Luciano Minguzzi e Angelo Tavoni.
Va incontro ad un periodo di avversità familiari: nel 1931 rimane vedovo e nel 1941 gli muore la terza figlia. Ciò nonostante si rifugia nella creatività: Ercole allo Stadio dei Marmi di Roma, il monumento ai Caduti alla Certosa di Bologna (1934), il monumento ad Alfredo Oriani sul Colle Oppio (1935), alcuni bassorilievi per il ponte Duca d'Aosta (1938). La stele Il lavoro dei campi, eseguita nel 1940-42 per l'EUR, sarà completata e posta in opera solo nel 1962, a Roma in viale del Turismo.
Nel 1940 viene nominato accademico di S. Luca.
Dopo la guerra la sua attività proseguì intensamente. Per la sua sperimentata professionalità nel 1947 viene nominato componente del Consiglio superiore delle antichità e belle arti (rimanendo in carica fino al 1951). Nel 1953 esegue il monumento equestre del Generale Pulawsky per la città di Providence nel Rhode Island, (USA). Nel 1954 è nominato direttore dell'Accademia di belle arti di Bologna, carica che mantiene fino al 1967.
Negli ultimi anni realizza numerose opere tra cui : Gli Amanti (1952), Vanità (1954) e Diana(1955).
Muore a Roma all'età di ottantasette anni.